# Хельм, Бенжамин Хардин
Бенжамин Хардин Хельм  (англ. Benjamin Hardin Helm; 2 июня 1831 — 21 сентября 1863) — американский юрист и политик, сын кентуккийского губернатора Джона Хельма, который стал бригадным генералом армии Конфедерации в годы Гражданской войны. Он учился в Кентуккийском Военном Институте, а затем в академии Вест-Пойнт, потом изучал право в Луисвиллском университете и Гарварде, служил в легислатуре штата Кентукки. Через жену он был родственником президента Линкольна, который предложил ему должность казначея федеральной армии, но Хельм отказался и стал командиром 1-й Кентуккийской бригады в армии Юга. Он погиб на второй день сражения при Чикамоге.

## Ранние годы
Бенжамин Хельм родился 2 июня 1831 года в семье юриста и политика Джона Хельма и его жены, Люсинды Барбур Хардин. В 1846 году он поступил в Кентуккийский военный институт, где проучился три месяца. На свой день рождения, 2 июня 1846 года, он покинул институт и в тот же день поступил в академию Вест-Пойнт, которую окончил 9-м по успеваемости в выпуске 1851 года. Его определили во 2-й драгунский полк во временном звании второго лейтенанта.
В 1851—1852 годах Хельм служил в кавалерийской школе в Карлайле (Пенсильвания), и 21 марта 1852 года получил постоянное звание второго лейтенанта. В 1852 году он бы направлен в форт Линкольн в Техасе, но заболел ревматизмом и получил отпуск на 6 месяцев. За время отпуска он решил, что его не устраивает однообразная служба в пограничном форте с мирное время, поэтому 9 октября 1852 года он покинул регулярную армию. 
С 1852 по 1853 год Хельм учился в Луисвиллском университете и в Гарвардском университете, после чего занялся юридической практикой вместе со своим отцом. В 1855 году он был избран депутатом от округа Хардин в палату представителей Кентукки. С 1856 по 1858 год он служил государственным адвокатом в 3-м дистрикте штата. В 1856 году он женился на Эмили Тодд, сестре Мэри Тодд Линкольн.
В 1860 году Хельм стал генеральным инспектором Кентуккийской Гвардии, в организации которой сам принял участие. Штат Кентукки официально сохранял нейтралитет во время войны, но его родственник по жене, президент Линкольн, пригласил его в Вашингтон и предложил ему звание майора регулярной армии и должность казначея федеральной армии. Хельм отказался, вернулся в Кентукки и сформировал 1-й Кентуккийский кавалерийский полк для армии Конфедерации. Он остался в хороших отношениях с президентом и за время войны как минимум два раза посылал ему письма.

## Гражданская война
19 октября 1861 года Хельм получил звание полковника, возглавил 1-й Кентуккийский полк и стал служить в подчинении бригадного генерала Саймона Бакнера. 14 марта 1862 года он стал бригадным генералом и вскоре получил задание сформировать 3-ю Кентуккийскую бригаду для дивизии генерал-майора Джона Брэкинриджа. Хельм участвовал в сражении при Шайло, где его бригада охраняла фланг армии.
В январе 1863 года Хельм возглавил 1-ю Кентуккийскую бригаду, известную ещё как "Бригада сирот" (Orphan Brigade). Бригада была направлена в Теннесси, где участвовала в Туллахомской кампании. Он так же участвовал в попытке прорыва блокады города Виксберг.
Во время Чикамогской кампании бригада Хельма состояла из пяти пехотных полков и числилась в дивизии Брэкинриджа.
- 41-й Алабамский пехотный полк, полк. Мартин Стэнсел
- 2-й Кентуккийский пехотный полк, подп. Джеймс Хьюитт
- 4-й Кентуккийский пехотный полк, полк. Джозеф Наколс
- 6-й Кентуккийский пехотный полк, полк. Джозеф Льюис
- 9-й Кентуккийский пехотный полк, полк. Джон Колдуэлл

Дивизия Брэкинриджа была задействована на второй день сражения при Чикамоге, 20 сентября 1863 года. Утром было принято решение поручить ей атаку левого фланга федеральной армии. В 09:15 майор Джеймс Уильсон из штаба дивизии нашёл Хельма на позиции 9-го Кентуккийского полка и передал устный приказ Брэкинриджа — наступать через 15 минут, держась левее бригады Маселлуса Стовалла. Хельм построил свою бригаду в одну линию. 2-й Кентуккийский занял левый фланг, правее 9-й Кентуккийский, потом 41-й Алабамский, 4-й Кентуккийский, и 6-й Кентуккийский на правом фланге. Стрелковая цепь была развёрнута в 200 метрах впереди полков. В 09:30 был дан сигнал наступать.
Бригада Хельма двигалась по густому лесу, поднимаясь на небольшой хребет, и на вершине остановилась. Впереди, за дорогой Александр-Роуд, всего в 200 метрах, находилась позиция федеральной армии, бригады Скрайбнера и Кинга, которые уже успели возвести укрепления из камней и брёвен. Бригада вышла к тому месту, где федеральная линия, тянувшаяся с юга на север, круто поворачивала на запад, так что 41-й Алабамский вышел как раз на острие этого угла. Кентуккийская батарея Кобба заняла позицию левее бригады Хельма, но 4-я Индианская батарея дала по ней залп и вывела из строя прежде, чем та успела сделать хотя бы один выстрел.
Бригада Хельма пошла в атаку, но случайно разделилась, так, что два полка (2-й, 9-й Кентуккийские и несколько рот 41-го, 600 человек) атаковали укрепления, а два уклонились вправо. Дивизия Клейберна левее Брэкинриджа ещё не начала атаку, поэтому левый фланг Хельма был открыт, и Хельм попал под плотный ружейный и артиллерийский огонь с трёх сторон. Четыре полка Скрайбнера вели по ней огонь с фронта. Ничто не могло выжить на полосе между укреплениями и дорогой, писал историк Питер Коззенс. Бой длился полчаса или час, Хельм дважды отступал и дважды возобновлял атаку. Во время третьей атаки он получил ранение. Лейтенанты Херр и Пиртл успели подхватить его и спустить с коня на землю. Врачи сразу сказали, что ранение смертельно. Брэкинридж был потрясён гибелью Хельма, «Хельм убит», сказал он штабным офицерам с дрожью в голосе. Он приказал полковнику Джозефу Льюису возглавить бригаду и присоединиться с уцелевшими полками к наступлению Стовалла и Адамса.